# Thok

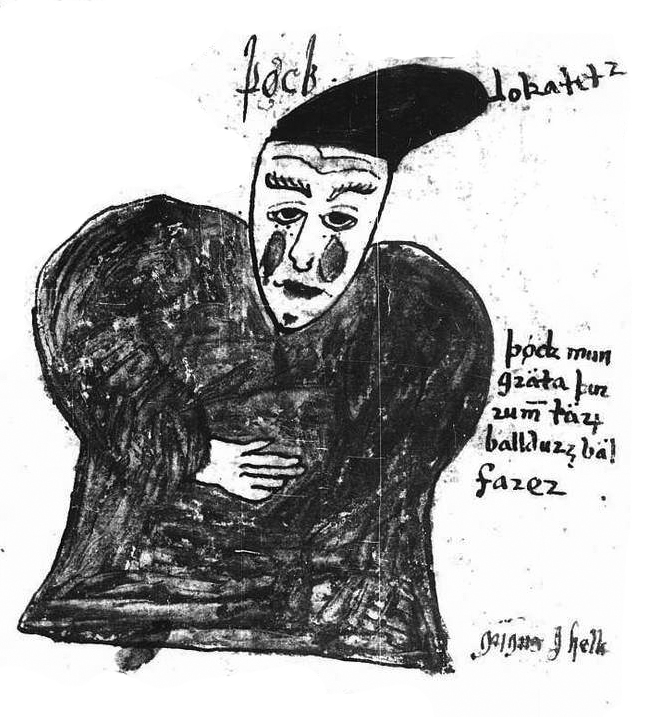
Thok em ilustração dum manuscrito do século XVII

Na mitologia nórdica, Thok (ou Thökk, Þökk; do nórdico antigo, "Obrigado") é uma giganta, presumivelmente Loki sob disfarce, que se recusa a lamentar a perda de Balder, forçando-o a permanecer no submundo de Helgardh até o Ragnarök.

## Prose Edda
Após Balder ser morto, Hermóðr vai ao encontro de Hela, que aceita retorná-lo ao mundo dos vivos se todos os seres vivos lamentarem sua morte. Então os Æsir enviam mensageiros por todo o mundo, e todos atendem o pedido, exceto Thok.